# Kick-Heart
Kick-Heart (キックハート?) è un cortometraggio animato giapponese. Il film è stato diretto da Masaaki Yuasa e prodotto dalla Production I.G, che ha finanziato il corto tramite una campagna Kickstarter. Il film è andato in onda sul canale statunitense Toonami nel 2013 ed è stato mostrato in vari film festival, come il BFI London Film Festival.
Per quanto riguarda la produzione del film, Yuasa ha dichiarato di aver completato la sceneggiatura e la storia di Kick-Heart prima di iniziare a lavorare agli storyboard.

## Trama
Il film parla di un wrestler, Masked Man M, innamorato della sua sfidante, Lady S. L'anime affronta l'argomento del BDSM in modo centrale seppur non esplicito.

## Il primo anime finanziato tramite crowdfunding
Kick-Heart è stato il primo progetto anime di successo di un importante studio di animazione in Giappone a utilizzare il crowdfunding - tramite Kickstarter - per finanziare la sua produzione. Il successo di Kick-Heart ha aiutato ad aprire le porte ad altri creatori in Giappone per creare una nuova ondata di progetti originali. I creatori hanno affermato che il crowdfunding offre loro una maggiore libertà creativa rispetto all'approccio più conservativo del comitato di produzione.

## Cast

### Cast giapponese
- Takako Honda nel ruolo di Lady S.
- Tatsuhisa Suzuki nel ruolo di Masked Man M.
- Kokoro Kikuchi nel ruolo di Mage-chan
- Kyouko Chikiri nel ruolo di Posse
- Makiko Nitta nel ruolo di Sister
- Mitsuaki Kanuka nel ruolo di Boss
- Miyuki Satou nel ruolo di Vacuum Fat
- Shinobu Matsumoto nel ruolo di Devil Chicken
- Wataru Takagi nel ruolo di Father
- Yoshihisa Kawahara nel ruolo di Announcer
- Yuko Kaida nel ruolo di New Ace

### Cast inglese
- Stephanie Sheh ruolo di Lady S.
- Richard Epcar nel ruolo di Masked Man M.
- JB Blanc nel ruolo di The Boss
- Ellyn Stern nel ruolo di The Sister
- Stephen Weese nel ruolo di Devil Chicken / Parrot

## Accoglienza

### Ascolti
Negli Stati Uniti hanno seguito la messa in onda del film su Toonami del 2013 tra le 61.000 e le 708.000 persone. Il film ha però raggiunto il successo mondiale nel 2018, grazie a un video musicale caricato su YouTube, nel quale le scene di combattimento di Kick-Heart fanno da sfondo alla canzone Buttercup di Jack Stauber. Il videoclip, pur non essendo originale, conta oltre 200.000.000 visualizzazioni.

### Critica
Twitch Film ha dato una recensione positiva a Kick-Heart, affermando che il suo stile grafico somigliava più allo stile di Bill Plympton piuttosto che ai tradizionali stili anime. Anche Otaku USA ha elogiato il film, sottolineando che "risale davvero alle basi della narrazione visiva e racconta la sua storia con pochissimi dialoghi".

### Riconoscimenti
- Design originale all'Animation Block Party Festival, Brooklyn New York (2013, vincitore)
- Miglior cortometraggio animato al Fantasia Festival (2013, vincitore)[9]
- Drawn and Quartered: Animated Shorts at the Fantastic Fest (2013, secondo classificato)[10]
- Miglior cortometraggio animato, Concorso narrativo al Cut-Out Film Fest, Querétaro Mexico (2013, secondo classificato)